# Let It Be Me (film, 1936)
Pour plus de détails, voir Fiche technique et Distribution.
Let It Be Me est un film américain d'animation réalisé par Friz Freleng, sorti en 1936.
Produit par Leon Schlesinger et distribué par Warner Bros., ce cartoon fait partie de la série Merrie Melodies.

## Fiche technique
- Réalisation : Friz Freleng
- Production : Leon Schlesinger	.
- Musique originale : Carl W. Stalling
- Montage et technicien du son : Treg Brown (non crédité)
- Durée : 8 minutes
- Pays : États-Unis
- Langue : anglais
- Distribution : 1936 : Warner Bros. Pictures
- Format : 1,37 :1 Technicolor Mono
- Date de sortie : 
  - États-Unis : 2 mai 1936

## Voix originales
- Bernice Hansen : Emily (voix)